# Jour sans chasse
La mise en place d'un jour sans chasse dans la semaine (ou de plusieurs) est une demande régulière des associations de protections de la nature, mais aussi des centres équestres, des clubs alpins ou des associations de cyclistes. Relative à la période de chasse dont certaines associations et courants politiques demandent également une réduction de la durée ou son interdiction pendant les vacances scolaires, elle fait écho aux accidents et incidents de chasse, notamment ceux impliquant des promeneurs ou des sportifs (joggeurs, cyclistes...).
En France, le mercredi a été non chassé entre 2000 et 2003. En Italie, à l'exception de la Sardaigne où les seuls jours de chasse autorisés sont les jeudis et les dimanches, la chasse est interdite les mardis et vendredis, et il n'est possible de chasser qu'entre trois et cinq jours par semaine (selon la région).

## Organismes, partis politiques et personnalités favorables
C'est une demande régulière d'associations de protections de la nature, de centres équestres, de clubs alpins ou d'associations de cyclistes.
En France, les écologistes y sont historiquement favorables[réf. nécessaire] (ils étaient partisans du dimanche non chassé lors de la proposition de loi en 2000, invoquant des raisons de sécurité). Lors de la campagne pour l'élection présidentielle française de 2022, le candidat Europe Écologie Les Verts Yannick Jadot déclare être favorable à l'interdiction de la chasse pendant le week-end et les vacances scolaires.
Le groupe La France insoumise à l’Assemblée nationale propose en 2018 une loi demandant l'interdiction de la chasse le dimanche, les jours fériés, et pendant les vacances scolaires. Philippe Poutou s'est également déclaré favorable au dimanche sans chasse, ainsi qu'à plusieurs autres évolutions de la réglementation.
Loïc Dombreval, député La République en marche, est également favorable au dimanche non chassé, tout en précisant ne pas « [être] anti-chasse ».

## En France

### Loi de 2000
Une journée sans chasse (le mercredi) avait été adopté en France par la loi Voynet sur la chasse de 2000, mais ce texte a été abrogé en 2003 par la loi Bachelot sur la chasse,, via un amendement d'un député UMP Jean-Claude Lemoine voté par l'Assemblée nationale, qui a reçu le soutien des deux chambres et des deux grands partis politiques. 
Au moment de cette proposition de jour sans chasse, la mesure existait déjà dans une vingtaine de départements. Le texte proposé par le gouvernement lors de l'examen de la loi, qui ne concernait ni la vénerie ni la fauconnerie, disait : « La pratique de chasse à tir est interdite, dans les espaces non clos, le mercredi ou à défaut un autre jour de la semaine, fixé, au regard des circonstances locales, par l'autorité administrative. » Le texte voté définitivement était presque le même, à l'exception du fait que la possibilité de décider d'un autre jour a été déclarée non conforme à la Constitution par le Conseil constitutionnel, saisi par quarante-deux députés de l'opposition, pour le motif que l'interdiction de la chasse un autre jour que le mercredi n'était pas justifiée par un motif d'intérêt général et portait ainsi atteinte au droit de propriété.
La loi Bachelot qui a supprimé cette loi laisse néanmoins la possibilité aux préfets de décréter un jour sans chasse localement. 
Par ailleurs les fédérations départementales de chasse ont la possibilité d'établir des jours sans chasse. En 2012-2013, elles étaient 28 à l'avoir fait. Lorsqu'elles le font, elles n'invoquent cependant explicitement que la préservation de la ressource en gibier et non pas le partage de la nature ou la sécurité des enfants, évoquée dans la loi de 2000.

### Opinion publique et associations
Selon un sondage de l'Institut français d'opinion publique pour la Fondation Brigitte-Bardot commandé en 2017, 82 % des personnes interrogées souhaitent l'instauration d'un dimanche sans chasse, dont 83 % des personnes vivant dans une commune rurale et 61 % des personnes ayant déjà chassé. Ce chiffre est en forte augmentation puisque seulement 54 % des sondés y étaient favorables en 2009 et 79 % en 2016,,.
En 2018, l'Association pour la protection des animaux sauvages (ASPAS) a lancé une pétition adressée au président de la République ayant recueilli 200 000 signatures. Elle y demande que les « promeneurs, randonneurs, cueilleurs de champignons, vététistes, sportifs, cavaliers, scolaires, naturalistes, escaladeurs et tous les utilisateurs de la nature, [aient] le droit de pratiquer leur loisir en toute sécurité et sérénité, sans que pèsent sur eux les menaces d'une seule activité : la chasse ». La même année, Andy Symonds, athlète d'ultra-trail, demande que des journées sans chasse soit définie, déplorant qu'on « mélange des activités pacifiques avec une activité armée sur le même lieu en même temps ».

## En Italie
En Italie, deux jours par semaine, le mardi et le vendredi, sont systématiquement non chassés (ce sont des giorni di « silenzio venatorio », des jours de silence de la chasse). Par ailleurs, les détenteurs de permis de chasse ne peuvent chasser qu'un nombre limité de jours dans la semaine, entre trois et cinq selon les régions (à l'exception de la Sardaigne, où la chasse n'est autorisée que le jeudi et le dimanche).